# 경희대학교 혜정박물관
경희대학교 혜정박물관(慶熙大學校惠靜博物館)은 대한민국 경기도 용인시에 위치한 대학 박물관이다. 대한민국 최초로 설립된 최대 규모의 고지도 전문 대학박물관이다. 한국 고지도와 더불어 동양 고지도, 그리고 서양 고지도를 보유하고 있다.

## 연혁
- 2002년 혜정문화연구소 설치[3]
- 2004년 설립[4]
- 2005년 개관[5]